# Bolle Luxdorph
Bolle Luxdorph (19. juli 1643 i København – 5. september 1698 i Stockholm) var en dansk oversekretær og godsejer og en af de magtfuldeste administratorer i Christian V's regering.

## Opvækst og ungdom
Bolle Luxdorph blev født i København, søn af Christen Bollesen, en bondesøn fra Løgstrup (Nørlyng Herred), hans moder Maren Staphrophski var af russisk herkomst.
Da hans fader 1651 flyttede til Herlufsholm, hvor han var bleven ansat som forstander, kom Luxdorph der i skole og dimitteredes 1660 til Københavns Universitet, i hvis matrikel han lod sig indskrive med navnet "Løxdorphius", hvilket han og hans søskende senere forfinede til "Luxdorph" (altid udtalt Lyxdorph).
Sin karriere begyndte Luxdorph som hører på Herlufsholm (1662-64), som han forlod for i diplomaten Simon de Petkums følge at rejse over Tyskland og Belgien til England, hvorefter han alene tilbragte 4 år i Frankrig. 1669 kom han hjem og fik samme år bestalling som sekretær i danske Kancelli. Hvis anbefaling han skyldte denne ansættelse, vides ikke nu; men indflydelsesrige mænd må have fundet, at den velbegavede, ved sit lange ophold udenlands dannede unge mand, der tilmed var velhavende, var skabt for administrationen.

## Magtfuld administrator og rigmand
Også Christian 5. fattede hurtig interesse for Luxdorph; thi snart forøgede han hans løn betydelig, og 1672 udnævnte han Luxdorph til ceremonimester og ordenssekretær. 1676 avancerede Luxdorph til assessor i Kancellikollegiet, 1679 fik han adelsbrev, 1680 forfremmedes han til kancelliraad og kammersekretær, i hvilken stilling han kom i nært forhold til kongen, hvem han jævnlig ledsagede på rejser, 1684 til etatsråd og endelig 1688 til oversekretær i danske Kancelli.
I sine bedste år havde han nået en af administrationens vigtigste poster, i hvilken han styrede en stor del af de anliggender, der i vore dage henhøre under Justits-, Kirke- og Undervisningsministeriet. I København ejede Luxdorph en gård, hvor han boede.
For øvrigt satte han sine penge i jordegods; 1672 købte han Sørup ved Ringsted, senere tilmageskiftede han sig Sandbygaard og nogle gårde i Kværkeby, hvilke han sammenlagde til avlsgården Rosengaarden. Ofte fik han kongelige nådesbevisninger af ikke ringe materiel værdi, og ved sine ægteskaber forøgede han utvivlsomt også sin velstand.
29. november 1671 ægtede han historiografen Vitus Berings datter Jytte (født 13. juni 1654 død 17. februar 1684) og i februar 1685 Cort Adelers datter Frederikke (født 8. august 1667).

## Fald i unåde og de sidste år
Det synes, som lykken er gået Luxdorph til hovedet. Peder Schumacher Griffenfelds skæbne havde ikke gjort ham forsigtig i sin optræden over for kongen, efter hvis egne ord Luxdorph blev alt for dristig og forebragte ham sager, der ikke befandtes således, som han refererede dem.
Allerede 1690 foranledigede Luxdorphs referat for kongen af Thomas Kingos salmebogssag, ved hvilken lejlighed Luxdorph vistnok havde givet sin ven biskoppens privilegium et større omfang end approberet, at Luxdorph blev fjernet fra sine embeder og forvist til sine gårde.
Imidlertid fik han ved Ulrik Frederik Gyldenløves mellemkomst snart tilladelse til personlig at gøre kongen afbigt, men først 1691 toges han fuldkommen til nåde igen og udnævntes til envoyé i Stockholm, rigtignok en noget kostbar oprejsning. Efter 7 års ophold ved det svenske hof følte Luxdorph, der 1695 havde fået det hvide bånd, sig så svag, at han tog sin afsked, men døde, inden han kunne forlade Stockholm, 5. september 1698 under et anfald af podagra. Hans enke overlevede ham til 23. maj 1712.
Af sin samtid skildres Luxdorph som en mand af megen dygtighed og med et godt hjerte.
Bolle Luxdorph er begravet i familiegravstedet i Trinitatis Kirke.
Hans barnebarn var den lærde embedsmand Bolle Willum Luxdorph.

## Henvisning
- Bolle Luxdorph på gravsted.dk